# Zaide
Zaide (KV 344; KV3 336b) ist ein deutsches Singspiel-Fragment in zwei Aufzügen von Wolfgang Amadeus Mozart nach einem verschollenen Libretto von Johann Andreas Schachtner. Mozart widmete dieses Stück seinem Freund, dem Theaterdirektor Johann Heinrich Böhm.
Die Zaide ist ein über lange Zeit kaum beachteter ernster Vorläufer des zwei Jahre später komponierten heiteren deutschen Singspiels Die Entführung aus dem Serail. In beiden Stücken geht es um eine Flucht aus einem Sultanspalast.

## Entstehungsgeschichte

### Vorlagen
Als Anregungen für das Singspiel dienten folgende Werke:
- Zaïre (ein Theaterstück mit Musik, Text von Voltaire, Musik von Michael Haydn, 1777 in Salzburg aufgeführt; Leopold Mozart berichtet seinem Sohn in mehreren Briefen von dieser Aufführung) und
- Das Serail oder Die unvermutethe Zusammenkunft in der Sclaverey zwischen Vater, Tochter und Sohn (ein Singspiel von Joseph Frieberth, Text von Franz Joseph Sebastiani, 1777 in Wels, östlich von Salzburg, aufgeführt).[1]

Beide Stücke haben eine sozialkritische Handlung, in der Sklaverei, Verachtung der „Niedrigen“, Unverständnis und Willkür der Mächtigen vorkommen. Daneben wird
- Adelheid (auch: Adelheit) von Veltheim (Musik: Christian Gottlob Neefe, Text: Gustav Friedrich Wilhelm Großmann; UA 1781) von Mozarts Witwe in ihrer späteren Korrespondenz mit André im Zusammenhang mit dem Fragment erwähnt.

### Textdichtung
Julian Rushton weist darauf hin, dass das Mädchen Zaide die „erste dreidimensionale Figur“ in Mozarts Werken sei. Obwohl das Stück, wie uns von Mozart hinterlassen, nicht dramaturgisch haltbar sei, erreiche es im besten Fall das Niveau vom späteren, reifen Mozart.

## Inhalt des Singspiels

### Handelnde Personen
Die handelnden Personen erinnern sehr an die der späteren Entführung aus dem Serail, siehe folgende Gegenüberstellung:
| Zaide   | Entführung                                     |
| ------- | ---------------------------------------------- |
| Zaide   | Konstanze                                      |
| Gomatz  | Belmonte, span. Edelmann, Konstanzes Verlobter |
| Soliman | Bassa Selim                                    |
| Osmin   | Osmin, Palastwächter                           |
| Allazim | (keine Entsprechung)                           |

### Handlung
Sultan Soliman begehrt seine europäische Sklavin Zaide, doch diese liebt nur ihren Leidensgenossen Gomatz und legt dem erschöpft eingeschlafenen Sklaven ihr Bild in den Schoß. Nun verliebt sich auch Gomatz in Zaide, und alle Furcht fällt von ihm ab. Er will mit der Geliebten fliehen und wird dabei von Allazim, dem Lieblingssklaven Solimans, unterstützt, der sich ebenfalls entschließt, sein eigenes Schicksal mutig in die Hand zu nehmen und mit ihnen zu gehen.
Osmin, der Sklavenhändler, berichtet dem Sultan von der Flucht der Sklaven und ist sicher, dass die Entflohenen nicht weit kommen werden. Soliman rast vor Wut und gekränkter Eitelkeit, dass Zaide ihm einen Sklaven vorzieht, einen „Christenhund“ noch dazu, und will grausame Rache üben. Osmin bietet Soliman zum Trost eine schöne Sklavin an, doch der lehnt das Angebot ab. Der Sklavenhändler kann über die „Dummheit“ des Herrschers nur lachen. Wieder gefangen, lehnt sich Zaide wütend gegen den mordgierigen Herrscher auf, der unschuldiges Blut vergießen will. Allazim prangert die Unfähigkeit der Mächtigen an, ihre Untergebenen als „Brüder“ zu erkennen, weil diese nie das schwere Schicksal der Niedrigen erlebt haben. Nun versuchen Allazim, Zaide und Gomatz, den Sultan umzustimmen. Doch alles Flehen um Gnade scheint umsonst.
An dieser Stelle brach Mozart die Arbeit ab.

## Das weitere Schicksal des Singspiels

### Lange verschollen
Im Jahr 1781 brach Mozart die Arbeit an seinem Werk ab. Auf Schachtners Textgestaltung, über die er nicht besonders glücklich war, hatte er kaum mehr Einfluss und sah auch ein, dass die Aussicht, das Werk als ernstes deutsches Singspiel aufführen zu können, eher gering war. In einem Brief an seinen Vater schrieb er, dass „[…] man lieber komische Stücke sieht“.
Stattdessen begann er die Musik zu Die Entführung aus dem Serail zu komponieren. Sie war ein Auftragswerk von Kaiser Josef II., hatte ein ähnliches Sujet, war jedoch auch mit ausgesprochen heiteren Elementen versehen.
Das Zaide-Fragment hingegen wurde zu Mozarts Lebzeiten nicht aufgeführt. Schachtners Libretto ist verschollen, erhalten sind nur die von Mozart vertonten Gesangsstücke und einige wenige Stichworte zu Beginn der jeweiligen musikalischen Nummer. Es fehlen die Ouvertüre, die gesprochenen Zwischentexte und der Schluss. 1838 fügte Johann Anton André seiner zweiten Ausgabe der Oper eine Ouvertüre und ein Finale hinzu und ließ den fehlenden Text von Carl Gollmick (auf den wahrscheinlich auch der Titel zurückgeht) ergänzen. Uraufgeführt wurde das Werk erst im Jahr 1866 (75 Jahre nach Mozarts Tod) in Frankfurt am Main unter dem Titel Zaide. Anstelle der Ouvertüre Andrés erklang die Ouvertüre zu Die Entführung aus dem Serail. Das Singspiel konnte sich nur auf wenigen Spielplänen halten und verschwand zu Beginn des 20. Jahrhunderts fast ganz aus dem Repertoire. Im 21. Jahrhundert ist Zaide mit den unterschiedlichsten Ergänzungen wieder vermehrt auf den Spielplänen zu finden.

### Ergänzungen
In heutigen Aufführungen wird anstelle der fehlenden Ouvertüre meist eine der einsätzigen Jugendsinfonien Mozarts gespielt (KV 184 oder KV 318), und für das Verfassen der gesprochenen Zwischentexte und des Schlussteils zieht man vor allem die Textbücher der beiden Zaide-Vorläufer heran sowie Mozarts spärliche Notizen auf den gefundenen Notenblättern und diverse Erwähnungen in seinen Briefen. Das Werk wird auch konzertant aufgeführt, meist mit vorgetragenen Erläuterungen zwischen den Gesangsstücken.
Wenige Jahre vor seinem Tod schrieb Italo Calvino auf Bitten von Adam Pollock, dem musikalischen Leiter des Batignano-Festivals, eine Fassung des Stoffes. Seine Fassung sieht einen Erzähler vor, der die überlieferten Fragmente verbindet und mehrere mögliche Handlungsverläufe und Schlüsse für das Singspiel vorstellt. Diese Bearbeitung wurde in Batignano 1981 aufgeführt.
Die israelische Komponistin Chaya Czernowin schrieb 2004/2005 die Ergänzung Zaïde/Adama.

## Gesangsstücke
- Brüder, lasst uns lustig sein (Chor)
- Unerforschliche Fügung (Melolog: Gomatz)
- Ruhe sanft, mein holdes Leben (Zaide)
- Rase Schicksal, wüte immer bzw. Ja, nun lass das Schicksal wüten (Gomatz)
- Meine Seele hüpft vor Freuden (Zaide, Gomatz)
- Herr und Freund, wie dank ich dir (Gomatz)
- Nur mutig, mein Herze, versuche dein Glück (Allazim)
- O selige Wonne (Zaide, Gomatz, Allazim)
- Zaide entflohen (Melolog: Soliman, Osmin)
- Der stolze Löw’ (Soliman)
- Wer hungrig bei der Tafel sitzt (Osmin)
- Ich bin so bös als gut (Soliman)
- Trostlos schluchzet Philomele (Zaide)
- Tiger! wetze nur die Klauen (Zaide)
- Ihr Mächtigen seht ungerührt (Allazim)
- Freundin! Stille deine Tränen (Quartett: Gomatz, Zaide, Soliman, Allazim)

## Tonträger
- Nikolaus Harnoncourt und der Concentus Musicus Wien; 2006 mit Diana Damrau, Michael Schade; Deutsche Harmonia Mundi
- Ton Koopman mit dem Nederlands Radio Kamerokest; 25. Februar 2001 mit Sandrine Piau, Max Ciolek, Paul Agnew; Brillant Classics (2001)
- Paul Goodwin und die Academy of Ancient Music; 1997 mit Lynne Dawson, Hans Peter Blochwitz, Olaf Bär; harmonia mundi
- Leopold Hager und das Mozarteum-Orchester Salzburg; 1982 mit Judith Blegen, Werner Hollweg, Thomas Moser; Orfeo (1983)
- Bernhard Klee und die Staatskapelle Berlin; 1973 mit Edith Mathis, Peter Schreier, Werner Hollweg; Eterna, heute Philips/Universal
- Bernhard Paumgartner mit der Camerata Academica des Mozarteum Salzburg; 1958 mit Ruthilde Boesch, Erich Majkut, Theo Adam; Philips
- Alfons Rischner und das RSO Stuttgart; 1956 mit Maria Stader, Fritz Wunderlich, Petre Munteanu; OPERA D’ORO (2007)